# NGC 2818
إن جي سي 2818 في علم الفلك (بالإنجليزية:
NGC 2818) هو سديم كوكبي يري في كوكبة بيت الإبرة pyxis . يتكون هذا السديم اللامع من غازات ساخنة آتية من الطبقات الخارجية من النجم، منطلقة منه خلال المرحلة الأخيرة من عمره، حيث أوشك وقوده علي الانتهاء فلا يستطيع الحفاظ على معدل إنتاجه للطاقة من خلال عمليات اندماجات نووية. تبقى في قلب السديم قزم أبيض.
ينسب السديم إن جي سي 2818 من بعض الفلكيين إلى التجمع النجمي المفتوح NGC 2818A الذي يغمره ولكن تختلف السرعة الشعاعية للسديم عن السرعة الشعاعية للتجمع النجمي .
هذه الحالة تشبه حالة إن جي سي 2438 الذي يبدو أيضا أنه يقع في وسط التجمع النجمي مسييه 46 ، حيث تختلف السرعة الشعاعية لـ إن جي سي 2438 عن السرعة الشعاعية للتجمع مسييه 46.

## أقرأ أيضا
- إن جي سي 2438
- خماسية ستيفان